# Carlos Testor Pascual
Carlos Testor Pascual (València 1850 - 1926) fou un advocat i polític valencià, diputat a les Corts Espanyoles durant la restauració borbònica.

## Biografia
Era germà de l'advocat Pasqual Testor i Pascual, estudià amb els escolapis de València es llicencià en dret a la Universitat de València el 1870. Després treballà com a advocat de l'Audipencia i fou secretari de l'Acadèmia de Jurisprudència i Legislació de València el 1872-1878. El 1872, endemés, es va incorporar a la Tertúlia Progressista, però l'abandonà quan es va proclamar la Primera República Espanyola. Aleshores es va afiliar al Partit Constitucional i va mantenir bones relacions amb Gonzalo Julián Martín, secretari de la Diputació de València, qui el nomenà oficial primer de la secretaria. Quan es produí la Restauració borbònica va afiliar-se al Partit Liberal de la mà de Práxedes Mateo Sagasta i Trinitario Ruiz Capdepón.
Es guanyà un important prestigi com a advocat, cosa que li va permetre ser escolli regidor de l'ajuntament de València el 1876 i membre del Comitè Constitucional fins al 1879. Després fundà les societats literàries El Recreo Literario i La Antorcha, que el 1879 convertirien en l'Ateneu Mercantil de València, del que en serà secretari. Després d'intentar ser elegit diputat infructuosament pel districte d'Enguera a les eleccions de 1876 i 1879, fou elegit diputat pels districtes d'Enguera i Torrent a les eleccions de 1881, 1886, 1893, 1898, 1899, 1901, 1903, 1905 i 1907. També fou escollit senador el 1910, 1914 i 1916.
Entre altres càrrecs, fou director general d'Agricultura, Indústria i Comerç el 1888-1890 i director general de presons, director reial d'assegurances i subsecretari de gràcia i justícia el 1922. Va rebre la Gran Creu d'Isabel la Catòlica.